# Esomus metallicus
Cá lòng tong sắt (Danh pháp khoa học: Esomus metallicus) là một loài cá trong họ cá chép sinh sống trong hệ thống sông Mekong và sông Chao Phraya.

## Đặc điểm
Về bề ngoài, cá có thân dài, dẹp bên, đầu nhỏ; mắt trung bình, miệng nhỏ, xiêng hướng lên trên, có hai đôi râu, râu mõm kéo dài đến sau viền mắt, râu hàm kéo dài đến quá gốc vây bụng.
Vây lưng nằm thiên về phía sau, gần như đối xứng với vây hậu môn, vây ngực dài và nhọn, vây đuôi phân thùy sâu. Vẩy trung bình phủ toàn thân, đường bên kéo dài đến gốc vây hậu môn. Thân màu nâu sáng có ánh bạc, một sọc đen đậm rộng dọc giữa thân từ mắt đến gốc vây đuôi.